# Gewoon broedpeermos
Gewoon broedpeermos (Pohlia annotina, synoniem: Webera annotina (Hedw.) Schwägr.) is een mossoort uit de sterrenmosfamilie (Mniaceae).

## Determinatie

### Uiterlijke kenmerken
De stengels zijn tussen 0,3 en 3 cm lang. De bladeren zijn meestal recht opstaand, lancetvormig, 0,6–1,1 mm lang, met gekartelde blandrand in het bovenste deel van het blad. De specifieke aseksuele voortplanting omvat meestal axillaire gemmae in dichte clusters, zelden enkele op oudere stengels. De seksuele toestand is dioecious, met eivormige perigoniale bladeren en smal lancetvormige perichaetiale bladeren. De seta is oranjebruin. De sporencapsule is bruin tot strokleurig, peer- of kegelvormig met een hals die 1/3 van de lengte beslaat.

### Microscopische kenmerken
De exotheciale cellen zijn kort- rechthoekig, met sinusvormige wanden en stomata aan de oppervlakte. Er is een annulus aanwezig en het operculum is bolvormig-kegelvormig. De exostoomtanden zijn geelbruin en smal driehoekig. Het endostoom is hyaliene, met een basismembraan dat de helft van de exostoomlengte beslaat, en de segmenten zijn duidelijk gekield met korte tot rudimentaire trilhaartjes. De sporen zijn 16–21 µm groot en fijn ruw.

### Gelijkende taxa
Gewoon broedpeermos is de algemeenste en tevens vormenrijkste soort binnen de broedpeermossen, waarschijnlijk vanwege het optreden van seksuele voortplanting. De variatie in vorm van de broedknoppen kan aanleiding geven tot verwarring met glanzend broedpeermos, korreltjespeermos en draadjespeermos.

## Ecologie
Gewoon broedpeermos is een pioniersoort die vooral groeit op zandige en lemige bodems in pioniermilieus. De standplaatsen betreffen vaak paden, greppelkanten, groeven en drooggevallen oevers.

### Syntaxonomie
In de syntaxonomie staat gewoon broedpeermos te boek als kensoort voor het dwergbiezen-verbond (Nanocyperion).

## Verspreiding in Nederland
Gewoon broedpeermos komt voor in Europa, Noord-Amerika, Australië, Nieuw-Zeeland en enkele Aziatische landen (Rusland en Japan). In Nederland is het een vrij algemene soort die alhier vooral op de hogere zandgronden te vinden is. Het staat niet op de Nederlandse Rode Lijst en is niet bedreigd.

## Fotogalerij

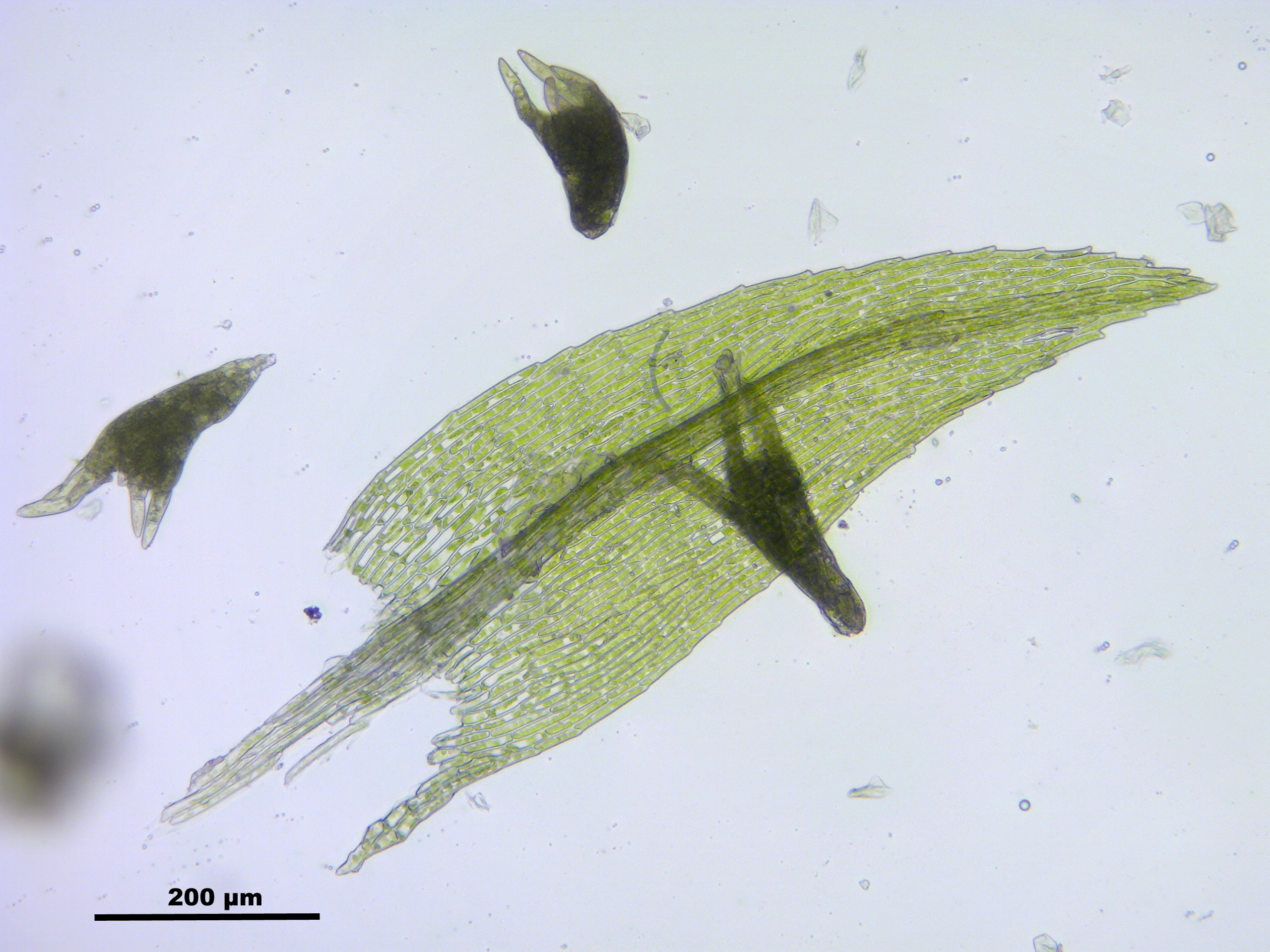
Bladcellen
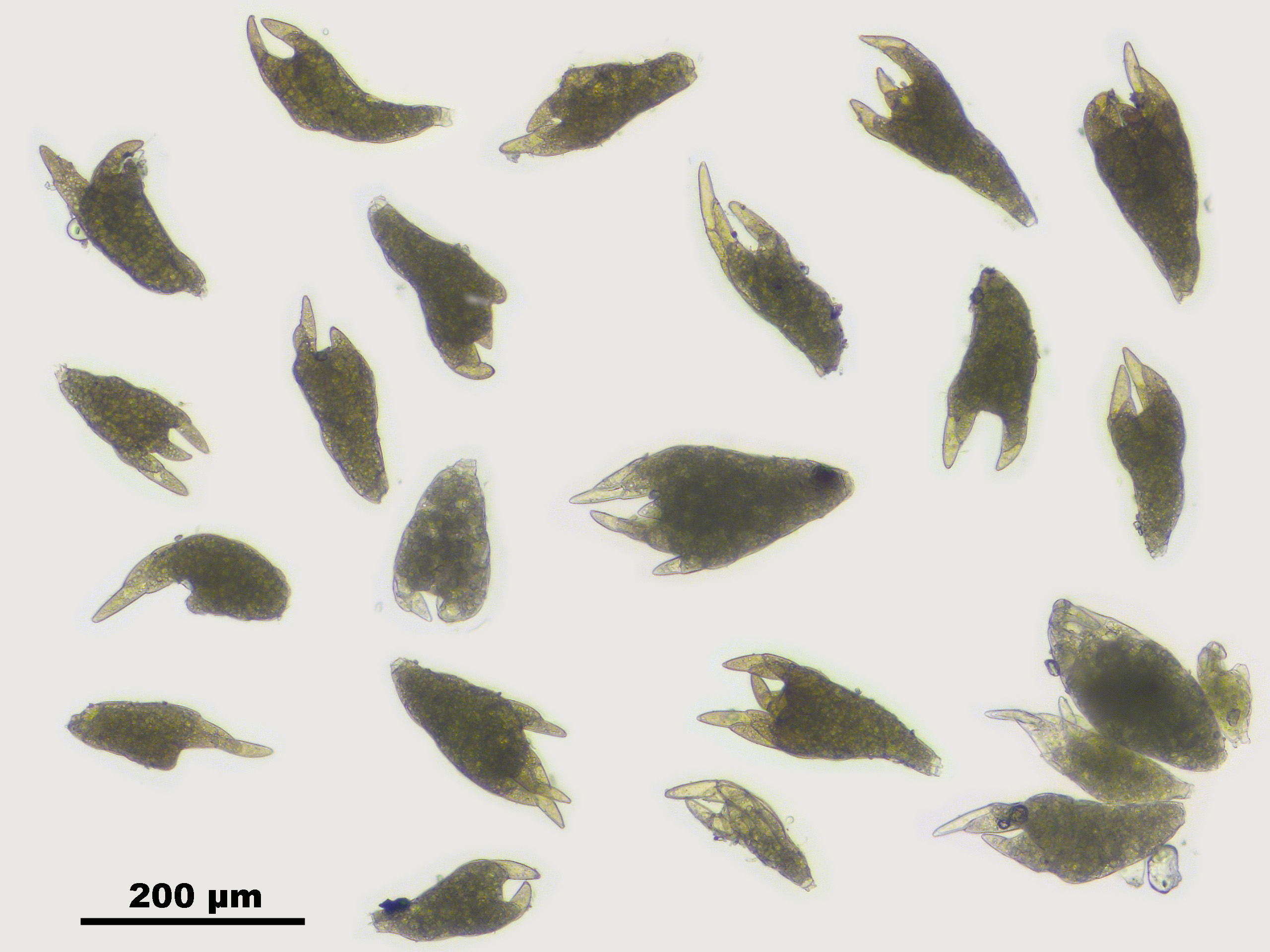
Bladeren